# Eisenhower Executive Office Building

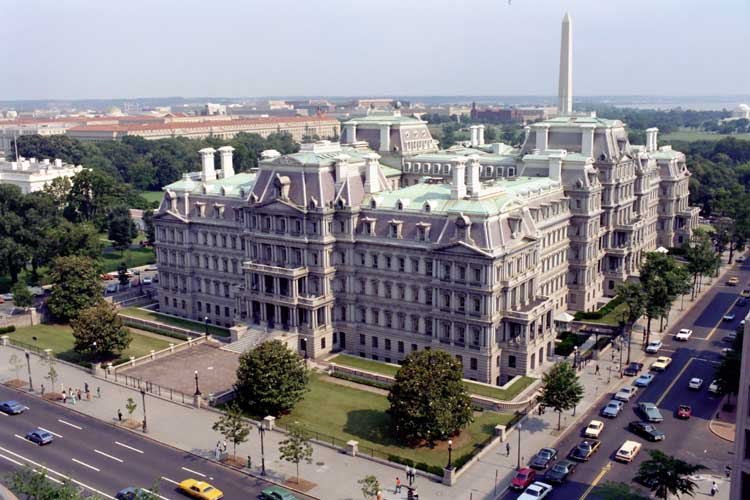
Das Gebäude im Jahr 1981

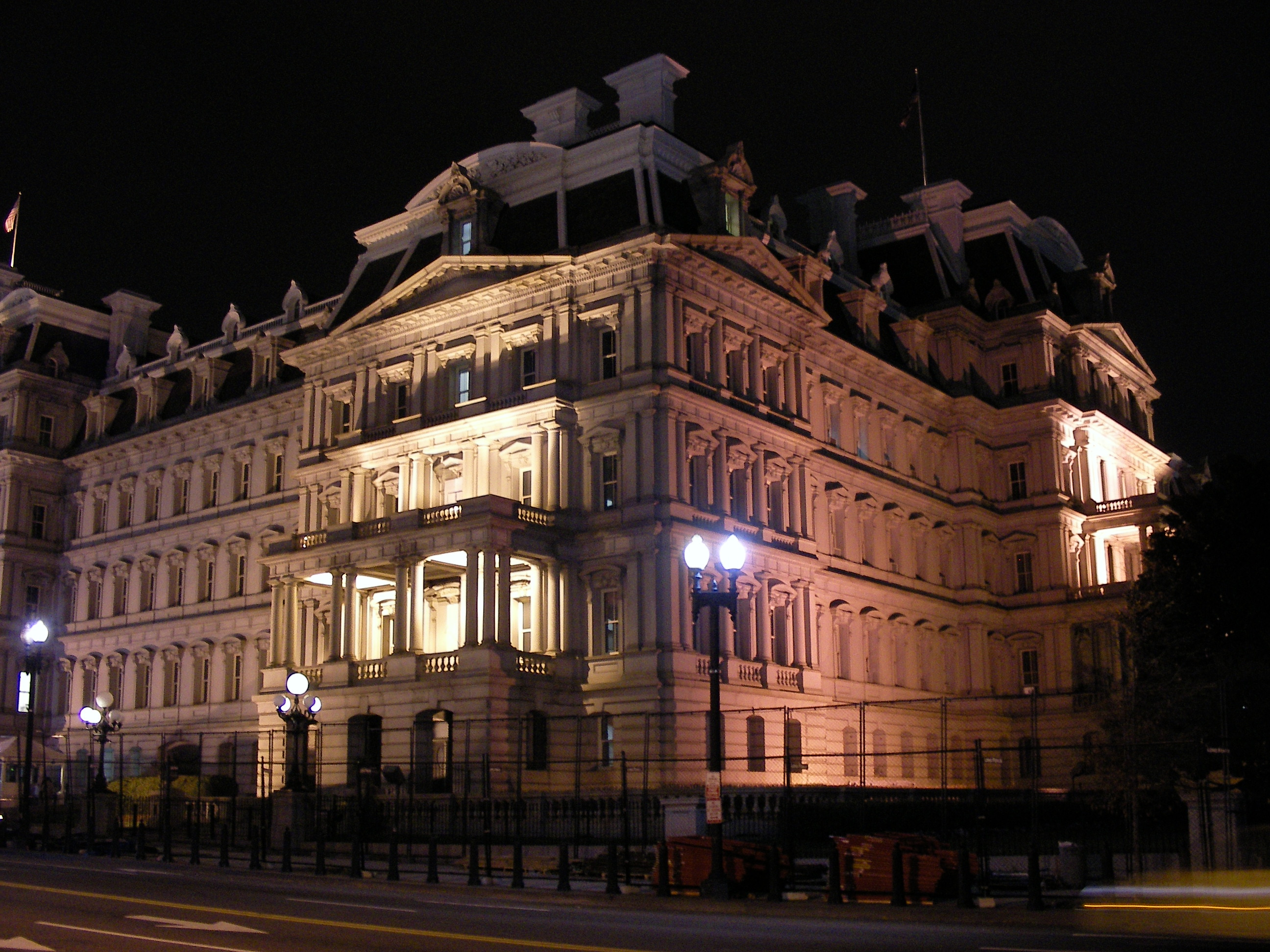
Nachtansicht der nordwestlichen Ecke des Gebäudes

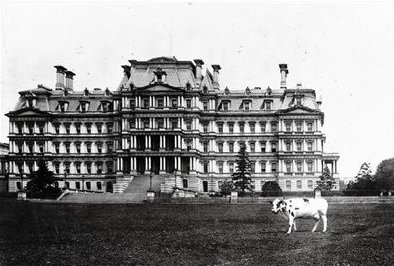
Das preisgekrönte Holstein-Rind Pauline Wayne von Präsident William Howard Taft vor dem Gebäude

Das Eisenhower Executive Office Building (Abkürzung: EEOB; früher bekannt als Old Executive Office Building, Abkürzung OEOB) ist ein Bürogebäude in Washington, D.C. Es befindet sich neben dem Weißen Haus und zählt zum White House Complex.
Das Gebäude ist im Besitz der General Services Administration, der Verwaltung des Weißen Hauses und des Executive Office des Präsidenten. Es befindet sich an der 17th Street NW, zwischen Pennsylvania Avenue und New York Avenue, West Executive Drive. Das Gebäude ist ein National Historic Landmark.
Nach Angaben des National Register of Historic Places wurde das Gebäude – ursprünglich das State, War, and Navy Building, weil hier das Außen-, Kriegs- und Marineministerium untergebracht waren – zwischen 1871 und 1888 im französischen Second-Empire-Stil errichtet. Es wurde von Alfred B. Mullet konstruiert.
Ein Großteil der Inneneinrichtung wurde von Richard von Ezdorf mit strukturellen und dekorativen Elementen aus feuerfestem Gusseisen versehen, einschließlich der massiven Oberlichter über jedem der großen Treppenhäuser und den Türknäufen mit gegossenen Emblemen, welche die Bereiche der drei Abteilungen (Staat, Marine, Krieg) markierten. Die ursprünglichen Mieter des Gebäudes zogen rasch aus dem Gebäude aus und schließlich stand das Gebäude in den späten 1930er Jahren leer. Das Gebäude wäre im Jahr 1957 fast abgerissen worden. Im Jahr 1981 gab es Pläne für die Wiederherstellung der Ministerialbereiche. Der Hauptsitz des Marineministers wurde im Jahr 1987 restauriert und ist nun Amtssitz des Vizepräsidenten der Vereinigten Staaten. Mehrere Studien zur Modernisierung des Gebäudes wurden durchgeführt, aber nicht umgesetzt. Kurz nach dem 11. September 2001 stand der Gebäudeteil an der 17th Street leer und Pläne für eine Modernisierung dieses Gebäudebereiches wurden umgesetzt. Das Gebäude beherbergt weiterhin verschiedene Behörden, die dem Executive Office des amerikanischen Präsidenten unterstehen, wie den Amtssitz des Vizepräsidenten, das Office of Management and Budget, und den Nationalen Sicherheitsrat. Hauptsächlich wird das Gebäude durch das Büro des Vizepräsidenten genutzt, das das Gebäude für besondere Veranstaltungen und Pressekonferenzen nutzt.
Viele berühmte Persönlichkeiten der Vereinigten Staaten haben an historischen Ereignissen in den Granitgemäuern des Old Executive Office Building teilgenommen. Theodore Roosevelt, Franklin D. Roosevelt, William Howard Taft, Dwight D. Eisenhower, Lyndon B. Johnson, Gerald Ford und George H. W. Bush hatten alle Büros in diesem Gebäude, bevor sie Präsident wurden. Es beherbergte 16 Marineminister, 21 Kriegsminister und 24 Außenminister. Japanische Abgesandte trafen sich hier nach dem Angriff auf Pearl Harbor mit Außenminister Cordell Hull. Präsident Herbert Hoover nutzte die Räume des Marineministeriums nach einem Brand im Oval Office am Heiligabend 1929 für einige Monate. Dwight D. Eisenhower hielt die erste TV-Pressekonferenz im Indian Treaty Room im Januar 1955. Richard Nixon hatte hier während seiner Präsidentschaft ein privates Büro. Vizepräsident Lyndon B. Johnson war der erste in einer Reihe von Vizepräsidenten, die bis zum heutigen Tag Büros in dem Gebäude haben.
Am 19. Dezember 2007 beschädigte ein Brand ein Büro des Stabes des Vizepräsidenten sowie dessen Amtssitz. Nach einem Medienbericht wurde das Büro der politischen Direktorin des Vizepräsidenten, Amy Whitelaw, durch den Brand schwer beschädigt.
Für Mark Twain war das Gebäude „das hässlichste […] in Amerika“. Harry Truman nannte es „die größte Ungeheuerlichkeit in Amerika“.